# Commodore 16
Le Commodore 16, également appelé C16, est un ordinateur personnel conçu par Commodore Business Machines Inc. en 1984. Cet ordinateur était fabriqué pour être un modèle à un prix accessible de 99 dollars américains. Une version moins dispendieuse était disponible en Europe sous le nom de Commodore 116.

## Description
Un des précurseurs dans la gamme des ordinateurs personnels accessibles, il doit son nom au simple fait qu'il avait d'origine 16 Ko de mémoire vive. Malgré tout, de nombreux jeux ont été développés sur le C16 dont Ghosts 'n Goblins.